# Rio Save
O rio Save é um rio da África Austral que nasce no Zimbábue (a cerca de 100 km a sul de Harare), onde é conhecido como Sabi, corre para sul e depois atravessa Moçambique de oeste para leste, desaguando no Oceano Índico. O rio tem um comprimento total de 735 km, dos quais 330 km em Moçambique e 405 km no Zimbábue, e uma bacia hidrográfica de 106 420 km² (22 575 km² em Moçambique e 83 845 km² no Zimbábue).
O seus principais afluentes são:
- Lado moçambicano:
  - Côa
  - Vumaóze

- Lado zimbabueno:
  - Runde

Este rio divide Moçambique em duas regiões políticas, administrativas, étnicas e ecológicas distintas:
- Do ponto de vista político, é a norte do Save que existe maior apoio à Renamo (com exceção das províncias do extremo norte), enquanto que a sul há uma grande predominância de apoiantes da Frelimo;
- Do ponto de vista administrativo, o Save serve de fronteira entre as províncias de Gaza e Inhambane, a sul e as de Manica e Sofala, a norte;
- Do ponto de vista étnico, o sul do Save é a região onde os nativos negros falam línguas das famílias chope e Tswa-Ronga, enquanto que imediatamente a norte daquele rio falam-se línguas dos grupos xona e sena, ainda línguas bantu, mas dum tronco relativamente afastado das anteriores;
- Do ponto de vista ecológico, a foz deste rio, situada a uma latitude próxima de 21°S, divide os ecossistemas marinhos em tropical, a norte e subtropical, a sul; nos ecossistemas terrestres, não há tanta diferença na planície costeira, mas é a norte do Save que vamos encontrar florestas de altitude, no maciço de Chimanimani diversas das que se encontram nas montanhas dos Libombos, no extremo sul do país.